# リュドヴィク・サネ
リュドヴィク・ラミーヌ・サネ（Ludovic Lamine Sané, 1987年3月22日 - ）は、フランス・ヴィルヌーヴ＝シュル＝ロット出身のサッカー選手。ポジションはディフェンダー。
弟のサリフ・サネも同じくサッカー選手として活動している。

## 経歴

### クラブ

#### 初期
サネは、フランス南西部ヴィルヌーヴ＝シュル＝ロットに生まれ、ボルドー郊外にある地元のUSロルモンでキャリアを始めた。スタッド・ボルドゥレを経て、19歳の時にフランスアマチュア選手権 (3部)のRCOアグドと契約した。アグドでは1シーズン過ごし、25試合1得点を記録。翌シーズンにUSロルモンへ戻り、Division d'Honneur (6部)でプレーした。2008年夏、5部門を飛び越えリーグ・アン王者FCジロンダン・ボルドーと3年のプロ契約を結んだ。

#### ボルドー
1年目の2008-09シーズンは、3部にあるリザーブチームで過ごし15試合に出場。そこでのプレーがローラン・ブラン監督とアシスタントのジャン＝ルイ・ガセに認められた。翌年のプレシーズンはトップチームに帯同し、そこで定期的に起用されたサネは、3-1で下したスペインのアスレティック・ビルバオ戦などで好調ぶりを見せた。2009年9月11日、USブローニュ戦でトップチームに初招集されたが出番はなく、前半戦の殆どをフランス代表のアルー・ディアッラの控えとしてベンチで過ごした。11月3日、UEFAチャンピオンズリーグ 2009-10で2-0と勝利したドイツのバイエルン・ミュンヘン戦に84分から途中出場の形でプロデビューを果たした。翌月、イスラエルのマッカビ・ハイファFC戦で初スタメンを飾り1-0で勝利。それから4日後のオリンピック・リヨンとの重要な1戦でリーグ戦デビューを果たし、90分フル出場で1-0の勝利に貢献した。
2010年1月8日、クラブと2014年まで契約延長した。スタッド・ド・フランスで行われたクープ・ドゥ・ラ・リーグ決勝のオリンピック・マルセイユ戦で初得点を記録するも1-3で敗れた。

## タイトル

### クラブ
FCジロンダン・ボルドー
- クープ・ドゥ・フランス 2012-13